# Acetes serrulatus
Acetes serrulatus är en kräftdjursart som först beskrevs av Henrik Nikolai Krøyer 1855.  Acetes serrulatus ingår i släktet Acetes och familjen Sergestidae. Inga underarter finns listade i Catalogue of Life.